# San Antonio de Romerillo
San Antonio de Romerillo es una localidad del estado mexicano de Guanajuato. Es parte del municipio de Santa Cruz de Juventino Rosas.

## Toponimia
El nombre «San Antonio» hace referencia al santo patrono de la localidad: Antonio de Padua.

## Demografía
| Gráfica de evolución demográfica |
|                                  |

| Censo | Población |
| ----- | --------- |
| 1970  | 282       |
| 1980  | 411       |
| 1990  | 664       |
| 2000  | 672       |
| 2010  | 1 004     |
| 2020  | 1 086     |